# KBS Gayo Daechukje
KBS Gayo Daechukje (còn gọi là KBS Gayo Daejun) là chương trình ca nhạc cuối năm định kì vào ngày 30 tháng 12 của Korean Broadcasting System (KBS), thay thế bằng KBS Music Awards.

## Tổng quan
Bắt đầu từ năm 1965, trên Dongyang Broadcasting (TBC) và được đến như lễ trao giải âm nhạc sớm nhất. Sau đó, mạng TBC và KBS được sáp nhập thành một, và tên chương trình được đổi từ TBC Broadcast Musician Awards thành KBS Musician Awards.
Sau khi sáp nhập, chương trình được phát sóng trên kênh KBS 1TV vào 30 tháng 12 hằng năm, và chương trình quảng cáo vẫn tiếp tục đến năm 1994 trên kênh này. Sau đó chương trình được phát sóng chính thức trên kênh KBS 2TV từ năm 1994.
Cho đến năm 1986 các nghệ sĩ đã lập thành một nhóm nhạc nam hoặc nữ, nhưng từ năm 1987 quy tắc đã thay đổi nơi mà chỉ một thành viên của nhóm sẽ nhận giải thưởng.
Cho đến năm 2005 tiêu chuẩn chương trình hằng năm bị kéo dài. Tuy nhiên vì một lý do nào đó không công khai tiết lộ lý do, tên của chương trình một lần nữa được đổi thành: KBS Artist Festival (KBS Gayo Daechukje). Cùng với việc đổi tên, quy tắc đã được thay đổi và các nghệ sĩ có thể nhận được giải thưởng đặc biệt.
Sau sự thay đổi này và từ năm 2009 một quy tắc khác được đưa ra "người xem có thể bình chọn ra những nghệ sĩ nổi bật", bằng cách bình chọn qua tin nhắn, và điều đó vẫn còn tiếp tục đến nay.

## Người nhận giải thưởng

### TBC Broadcast Musician Awards (1965-1980)
| Năm  | Nghệ sĩ        | Ca khúc              |
| ---- | -------------- | -------------------- |
| 1965 | Choi Hee-Joon  | All Korean Peninsula |
| 1966 | Choi Hee-Joon  | Dorm Student         |
| 1966 | Choi Yang-Sook |                      |
| 1967 | Choi Hee-Joon  |                      |
| 1967 | Kim Sang-Hee   |                      |
| 1968 | Bae-Ho         |                      |
| 1968 | Lee Mi-Ja      |                      |
| 1969 | Nam-Jin        | My Heart Aches       |
| 1969 | Lee Mi-Ja      | Life of a Girl       |
| 1970 | Choi Hee-Joon  |                      |
| 1970 | Lee Mi-Ja      | Life of a Girl       |
| 1971 | Nam Jin        | 마음이 고와야지      |
| 1971 | Kim Sang Hee   |                      |
| 1972 | Na Hoon-a      |                      |
| 1972 | Ha Chun-hwa    |                      |
| 1973 | Nam Jin        | 그대여 변치마오      |
| 1973 | Ha Chun-hwa    | 영암 아리랑          |
| 1974 | Kim Se Hwan    | 옛 친구              |
| 1974 | Ha Chun-hwa    | 난생처음             |
| 1975 | Kim Se Hwan    | 사랑하는 마음        |
| 1975 | Lee Soo Mi     | 내 곁이 있어주       |
| 1976 | Kim Hoon       | 나를 두고 아리랑     |
| 1976 | Ha Chun-hwa    | 대관령 아리랑        |
| 1977 | Kim Hoon       |                      |
| 1977 | Hae Un-ee      | I Love You Only      |
| 1978 | Choi Hoen      | 오동잎               |
| 1978 | Lee Eun-Ha     | 밤차                 |
| 1979 | Cho Kyung Soo  | 행복이란             |
| 1979 | Lee Eun-Ha     | 아리송해             |
| 1980 | Cho Yong-pil   | 창밖의 여자          |
| 1980 | Yoon Si Nae    | 열애                 |

- Do sáp nhập TBC Broadcast Musician Awards trở nên lỗi thời.

### KBS Musician Awards (Gayo Daesang) (1981-2005)
- Từ năm 1981 chương trình đổi thành KBS Musician Awards.

| Năm  | Nghệ sĩ        | Ca khúc                                    |
| ---- | -------------- | ------------------------------------------ |
| 1981 | Cho Yong-pil   | 고추잠자리                                 |
| 1981 | Lee Jeong-Hee  | You                                        |
| 1982 | Cho Yong-pil   | 비련                                       |
| 1982 | Yoon Si Nae    | To the DJ                                  |
| 1983 | Cho Yong-pil   | 친구여                                     |
| 1983 | Yoon Si Nae    | 공부합시다                                 |
| 1984 | Kim Soo Chul   | 못다핀 꽃 한송이                           |
| 1984 | Lee Eun Ha     | The person who can't even try to love once |
| 1985 | Cho Yong-pil   | 어제, 오늘 그리고                          |
| 1985 | Jung Su Ra     | 도시의 거리                                |
| 1986 | Jeon Young-rok | 내 사랑 울보                               |
| 1986 | Jung Su Ra     | 난 너에게                                  |
| 1987 | Jeon Young-rok | 하얀 밤에                                  |
| 1988 | Joo Hyun-mi    | 신사동 그 사람                             |
| 1989 | Hyun Chul      | 봉선화 연정                                |
| 1990 | Hyun Chul      | 싫다 싫어                                  |
| 1991 | Kim Cheong Su  | 당신                                       |
| 1992 | Shin Seung-hun | 보이지 않는 사랑                           |
| 1993 | kim Su-hee     | 애모                                       |
| 1994 | Kim Gun-mo     | 핑계                                       |
| 1995 | Kim Gun-mo     | 잘못된 만남                                |
| 1996 | Kim Gun-mo     | Speed                                      |
| 1997 | Im Chang-jung  | 그때 또 다시                               |
| 1998 | H.O.T.         | Light                                      |
| 1999 | Jo Seong-Mo    | Sorrowful....                              |
| 2000 | g.o.d.         | Lie                                        |
| 2001 | g.o.d.         | Road                                       |
| 2002 | Jang Na-ra     | Sweet Dream                                |
| 2003 | Lee Hyo-ri     | 10Minute                                   |
| 2004 | Rain           | It's Raining                               |
| 2005 | Kim Jong-kook  | Lovable                                    |

- Từ năm 2006 giải thưởng đã được thay đổi và đổi tên thành KBS Gayo Daechukje.

### KBS Gayo Daechukje: Danh sách đoạt giải (2009-nay)
- Từ năm 2009 công nhận trao giải thưởng qua việc bình chọn.

| Năm  | Recipient         | Tên                        |
| ---- | ----------------- | -------------------------- |
| 2009 | 2PM               | Again & Again              |
| 2010 | Girls' Generation | Oh!                        |
| 2011 | BEAST             | Fiction                    |
| 2012 | PSY               | 강남스타일 (Gangnam Style) |
| 2013 | EXO               | 으르렁 (Growl)             |

## Dẫn chương trình
| Năm  | Dẫn chương trình                                                             |
| ---- | ---------------------------------------------------------------------------- |
| 2006 | Han Suk-joon, Hwang Soo-kyung                                                |
| 2007 | Han Suk-joon, Soo Kyung-hwang, Son Beom-su                                   |
| 2008 | Han Suk-joon, Hwang Soo Kyung, Park Sa-im                                    |
| 2009 | Han Suk-joon, Soo Kyung-hwang, Kim Kyung-ran                                 |
| 2010 | Han Suk-joon, Park Eun-young, Jun Hyun-moo                                   |
| 2011 | Lee Hwi-jae, Park Sa-im, Jun Hyun-moo                                        |
| 2012 | Sung Si-kyung, Yoona (SNSD), Jung Yong-hwa (CNBLUE)                          |
| 2013 | Lee Hwi-jae, Yoon Shi-yoon, Bae Suzy                                         |
| 2014 | Taecyeon, Lee Hwi-jae, YoonA                                                 |
| 2015 | Taecyeon, Lee Hwi-jae, Hani                                                  |
| 2016 | Park Bo-gum, Seolhyun                                                        |
| 2017 | Phần 1: Chanyeol, Irene, Sana, Jin Phần 2: Kang Daniel, Solar, Yerin, Mingyu |
| 2018 | Chanyeol, Jin, Dahyun                                                        |
| 2019 | Shin Dong-Yup, Park Jin-young (Got7), Irene                                  |
| 2020 | Yunho (TVXQ), Cha Eun-woo, Shin Ye-eun                                       |